# Föllingekost
Föllingekost är en vegetarisk diet som under 1960-talet utformades av Lilly Johansson, som förestod hälsohemmet Föllingegården i byn Föllinge i Jämtland.
Basen var grönsaker, främst olika slags sallader men även varmrätter baserade på bovete, hirs, linser och bondbönor. I kosten uteslöts bröd och sädesslag samt sojaprodukter. Kosten skulle vara basbildande och glutenfri. Ett antal böcker finns publicerade om dieten, bland annat  "Vital Mat" och "Vital Kur". Lilly Johansson samarbetade med läkaren Olof Lindahl som bedrev forskning på vegankosten. Resultaten publicerade han i skriften "Föllingerapporten". Hon samarbetade även med läkaren Alf Spångberg, som även han skrivit ett flertal böcker om vegankost och hälsa.